# Ghiacciaio di Corbassière
Il ghiacciaio di Corbassière (in francese glacier de Corbassière) e' un ghiacciaio alpino che si trova sul versante nord del massiccio del Grand Combin nel Canton Vallese. È un ghiacciaio di tipo vallivo lungo circa 9.8 chilometri, largo fino a più di un chilometro e esteso per circa 17.4 km²   .
Prende origine dal versante nord della Grand Combin a circa 4.000 metri e scende fino a circa 2.300 m scorrendo lungo i fianchi del Combin de Corbassière (3.715 m) e del Petit Combin (3.663 m). La Cabane de Panossière (2.645 m) è costruita ai bordi del ghiacciaio ed è punto di partenza per numerose escursioni ed ascensioni alpinistiche nelle Alpi del Grand Combin.

## Variazioni frontali recenti

Evoluzione del ghiacciaio in metri (1881-2002).
In verde, le differenze di lunghezza cumulative. In rosso, le variazioni di lunghezza annuali.